# Game Developers Session
Game Developers Session je každoročně pořádaná konference osobností videoherního průmyslu probíhající v Praze. Setkávají se zde herní vývojáři ze střední Evropy, především České a Slovenské Republiky. První ročník proběhl v roce 2003. Jejím pořadatelem je sdružení České Hry.